# Società Dalmata di Storia Patria

Il francobollo che nel 2006 ha celebrato gli ottant'anni della Società Dalmata di Storia Patria

La Società Dalmata di Storia Patria (SDDSP) era un istituto sorto successivamente all'annessione di Zara all'Italia al termine della prima guerra mondiale, nell'ambito del progetto statale di creazione delle Deputazioni di storia patria, sciolta nel 1935 e confluita nella Deputazione di Storia Patria per le Venezie. 
È stata rifondata a Roma nel 1961 come associazione privata con sede nel Lazio.

## Storia
La storia della Società Dalmata di Storia Patria s'interseca con la storia dell'Adriatico orientale e delle spinte irredentistiche italiane verso la Dalmazia.
Al termine della prima guerra mondiale, col trattato di Rapallo non era stata annessa all'Italia la parte della regione promessa dal Patto di Londra, bensì solo la piccola exclave di Zara e l'isola di Lagosta. All'epoca si ritenne però che Zara (antica capitale del Regno di Dalmazia) potesse costituire un perenne faro della latinità, custode storica delle memorie della Dalmazia e simbolo stesso di irredentismo.
La SDDSP venne quindi creata il 26 marzo 1926, allo scopo di studiare la storia della cosiddetta Dalmazia storica, comprendente tutta la regione dal Golfo del Quarnaro alle Bocche di Cattaro. In ciò il compito della SDDSP fu sostanzialmente diverso rispetto alle altre Deputazioni e Società di Storia Patria, giacché era l'unica il cui oggetto di studi eccedeva in grandissima parte i territori appartenenti al Regno d'Italia.
Il primo presidente della SDDSP fu il bibliotecario Giuseppe Praga, direttore del locale Archivio di Stato e della rinomata Biblioteca Comunale Paravia e vicesegretario federale del Partito Nazionale Fascista cittadino.
Appena fondata, la SDDSP iniziò le pubblicazioni delle due collane Atti e Memorie della Società Dalmata di Storia Patria e Studi e Testi. Perso però lo slancio iniziale anche a seguito di alcuni frizioni interne, la SDDSP venne ufficialmente sciolta nel 1935, nell'ambito di un ampio progetto di riorganizzazione degli studi storici in Italia attuato dal regime fascista, divenendo la Sezione dalmata della Regia Deputazione di Storia Patria per le Venezie, con sede in Venezia.
L'entrata in guerra dell'Italia, la successiva sconfitta e l'esodo pressoché totale degli italiani di Dalmazia provocarono la cessazione di ogni attività.
Per iniziativa di alcuni esuli dalmati, la società venne rifondata nel 1961 a Roma (presidente Vincenzo Fasolo), integrando però al proprio interno via via un numero sempre maggiore di studiosi non dalmati. Nel 1970 si riattivò a Venezia la Sezione dalmata all'interno della Deputazione di Storia Patria per le Venezie, di modo che attualmente due distinte società o deputazioni in Italia hanno come oggetto di studio la storia della Dalmazia.
La SDDSP di Roma ricominciò nel 1961 la pubblicazione della collane di Atti e Memorie e nel 2002 la collana Studi e Testi, iniziando anche un'attività di organizzazione di mostre e convegni, in collaborazione con università italiane e straniere, oltre che con primari enti di ricerca o fondazioni. Sono anche stati realizzati varii convegni storici direttamente ed in collaborazione con diverse Istituzioni culturali. Nel 2012, per la pubblicazione del catalogo d'una mostra su Vincenzo Fasolo, fu iniziata la terza serie di pubblicazioni sociali, Aussili.
Di rilievo il lavoro di inventariazione - tuttora in atto - di tutti fondi delle magistrature linguisticamente italiane prodottesi in Istria, Fiume e Dalmazia e conservati negli archivi sloveni, croati, serbi e montenegrini.

## Presidenza e soci
A far data dalla creazione, la SDDSP ebbe i seguenti presidenti:
- Giuseppe Praga (1926-1934)
- Domenico Orlando (1934-scioglimento e trasformazione in sezione della Deputazione di Storia Patria per le Venezie)

Sezione dalmata della Regia Deputazione di Storia Patria per le Venezie.
- Domenico Orlando (1935? - 1939)
- Giuseppe Praga (1939-1940)
- Arturo Cronia (1940-?)
- Domenico Orlando (?-1942)
- Luigi Crema (1943)

Omonima associazione a Roma. 
- Vincenzo Fasolo (1961-1970)
- Manlio Cace (1970-197?)
- Furio Fasolo (197?-198?)
- Massimiliano Pavan (1987-1991)
- Sante Graciotti (1991-2008)
- Marino Zorzi (2008-2015)
- Rita Tolomeo (dal 2015)

Fra i soci della SDDSP furono da annoverare alcune fra le più importanti personalità del loro tempo, in qualche modo collegate all'Adriatico orientale, sia per motivi di studio, che per nascita che in certi casi per la loro visione irredentistica. Fra di essi (in ordine alfabetico): Arduino Agnelli, Arnolfo Bacotich, Paolo Barbi, Carlo Battisti, Luigi Bauch Giuliano Bonfante, Paolo Boselli, Lorenzo Braccesi, Antonio Cippico, Arturo Cronia, Giotto Dainelli Dolfi, Gabriele D'Annunzio, Renzo De Felice, Giorgio Del Vecchio, Alessandro Dudan, Aldo Duro, Luigi Federzoni, Roberto Ghiglianovich, Carlo Ghisalberti, Antonio Just Verdus, Natale Krekich, Elio Lodolini, Giovanni Maver, Ester Mazzoleni, Pompeo Gherardo Molmenti, Giovan Battista Pellegrini, Giorgio Petrocchi, Oscar Randi, Paolo Rumiz, Giuseppe Sabalich, Francesco Salata, Giovanni Spadolini, Antonio Tacconi, Lucio Toth, Ugo Tucci, Adolfo Venturi, Attilio Tamaro, Alberto Tenenti, Salvatore Valitutti, Gioacchino Volpe.

## Pubblicazioni
- Atti e memorie della società Dalmata di Storia Patria, Zara-Roma, 1926- (attualmente pubblicati trentaquattro volumi, col vol. XXXIV è iniziata la 3ª Serie della collana)
- Studi e testi, Zara-Roma (attualmente pubblicati quindici volumi)
- Ausilii
- Patrocinio di varie pubblicazioni, edite presso diversi editori[5]